# 丹麦大百科全书

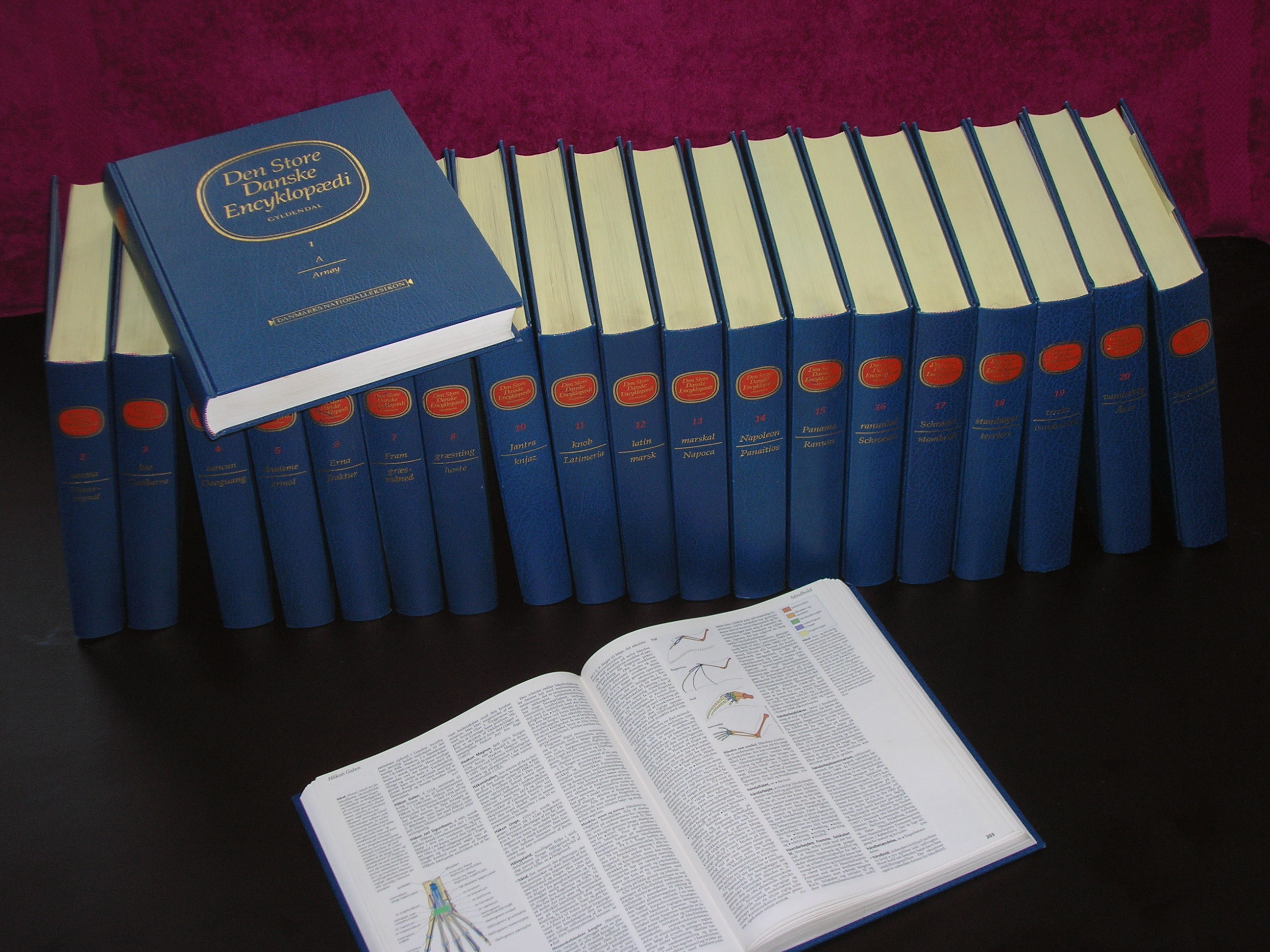
丹麦大百科全书

《丹麦大百科全书》（Den Store Danske Encyklopædi）是最大的综合性丹麦语百科全书。该书原有20卷，于1994至2001年陆续出齐，2002年出了一卷增补本，2003年出版了两卷索引。该书收录了115000篇文章，最短的是单行的参照，最长的条目是130页的《丹麦》。编撰团队由4000名学者组成，主编为乔恩·隆德。有几行长度或更长的文章有作者署名。许多文章配有插图。
《丹麦大百科全书》由丹麦老牌出版商Gyldendal的子公司丹麦国家百科出版社出版，该出版社专为出版丹麦大百科而设立。该书受到瑞典的国家百科全书影响，由有政府背景的Augustinus基金会资助。目前已售出35000套。